# Весковский переулок
Веско́вский переу́лок (ранее Лесной проезд) — переулок в Тверском районе ЦАО города Москвы. Проходит от 1-й Миусской улицы до Долгоруковской улицы. Нумерация домов ведётся от Миусской улицы.

## Происхождение названия
По распространённой версии, название, возникшее в XIX веке, является искажением правильного Вязковский, образованного от названия местности Вязки, известной с XIV века. Позднее она называлась Под Вязками, что указывает на происхождение названия от вяз (возможно, здесь была вязовая роща). Прежнее название — Лесной проезд, употреблявшееся во второй половине XIX века — дано по направлению к Лесному ряду (или рынку) на Миусской площади, где торговали лесом и дровами. В середине XIX века замыкал с юга Миусскую площадь. Нынешнее название переулок получил в начале XX века.
Я. З. Рачинский оспаривает версию П. В. Сытина о происхождении названия от корня «вяз» и отмечает употребление для местности в переписи 1737—1745 гг. названия Вески. Это же название, согласно межевой книге 1767 года, носил питейный дом, располагавшийся на углу нынешнего переулка и Долгоруковской улицы. Его название, в свою очередь, производится от слова «вески» — весов с чашами, которые использовались в торговле и в быту. Таким образом, уже написание «Вязки», возникшее в середине XVIII века, является искажённым.

## Здания и сооружения
- Охраняемых строений нет. Сохранились двух- и четырёхэтажные дома XIX века, реконструированные во второй половине XX века.
- До 1917 года в переулке находился завод Павлова, в СССР — производство № 1 объединения «Мосэлектроприбор».
- Дом 2, строение 1, — Центральный аппарат молодёжного движения Наши (с 2010 по 2012 гг), с 2012 -н.в. здание занимает центральный аппарат политической партии Правое дело.

## Транспорт
- Станция метро Новослободская (в непосредственной близости)
- Станция метро Менделеевская